# الأفضل نجم الدين أيوب
أبو الشكر نجم الدين أيوب بن شاذي بن مروان  الملقب الملك الأفضل نجم الدين (توفي 568 هـ الموافق 9 أغسطس 1173) سياسي وعسكري مسلم من أهل مدينة دوين في أرمينيا ، والد السلطان صلاح الدين الأيوبي تولى قلعة تكريت ثم مدينة بعلبك في سهل البقاع.
اتفق أهل التاريخ على أنه وأهله من دوين وهي بلدة في آخر أذربيجان وأنهم أكراد روادية، والروادية بطن من الهذبانية، وهي قبيلة كبيرة من الأكراد.
يقول أحمد بن خلكان قال لي رجل فقيه عارف بما يقول وهو من أهل دوين إن على باب دوين قرية يقال لها (أجدانقان) وجميع أهلها أكراد روادية وكان شاذي ـ جد صلاح الدين ـ قد أخذ ولديه أسد الدين شيركوه و نجم الدين أيوب وخرج بهما إلى بغداد ومن هناك نزلوا تكريت ومات شاذي بها وعلى قبره قبة داخل البلد.
ولد صلاح الدين سنة 532هـ بقلعة تكريت لما كان أبوه نجم الدين أيوب وعمه بها والظاهر أنهم ما أقاموا بها بعد ولادة صلاح الدين إلا مدة يسيرة، ولكنهم خرجوا من تكريت في بقية سنة 532هـ التي ولد فيها صلاح الدين أو في سنة ثلاث وثلاثين لأنهما أقاما عند عماد الدين زنكي بالموصل ثم لما حاصر دمشق وبعدها بعلبك وأخذها رتب فيها نجم الدين أيوب وذلك في أوائل سنة أربع وثلاثين.
يقول ابن خلكان أخبرني بعض أهل بيتهم وقد سألته هل تعرف متى خرجوا من تكريت فقال سمعت جماعة من أهلنا يقولون إنهم أخرجوا منها في الليلة التي ولد فيها صلاح الدين فتشاءموا به وتطيروا منه فقال بعضهم لعل فيه الخيرة وما تعلمون فكان كما قال والله أعلم.
ولم يزل صلاح الدين تحت كنف أبيه نجم الدين حتى ترعرع ولما ملك نور الدين محمود بن عماد الدين زنكي دمشق لازم نجم الدين أيوب خدمته وكذلك ولده صلاح الدين وكانت مخايل السعادة عليه لائحة والنجابة تقدمه من حالة إلى حالة ونور الدين يرى له ويؤثره ومنه تعلم صلاح الدين طرائق الخير وفعل المعروف والاجتهاد في أمور الجهاد.

## أسرته وأنجاله
أنجب أيوب عدة أنجال من عدد غير معروف من الزوجات والإماء:
- نور الدين شاهنشاه (ت. 1148)
- صلاح الدين يوسف (1137–1193)
- الملك العادل سيف الدين أبو بكر أحمد (1145–1218)
- الملك المعظم شمس الدولة توران شاه (ت. 1181)
- تاج الملوك أبو سعيد بوري (ت. 1184)
- الملك العزيز سيف الإسلام طغتكين (ت. 1197)
- زمرد الأيوبية
- ربيعة بنت أيوب
- عدد غير معروف من البنات